# Критична маса (соціальна динаміка)
В соціальній динаміці критичною масою (англ. critical mass) називають достатню кількість прихильників нової ідеї в суспільстві, за якої загальна кількість цих прихильників уже є самодостатньою для подальшого зростання. Іноді момент досягнення критичної маси називають порогом всередині моделі порогу статистичного моделювання (англ. a threshold within the threshold model of statistical modeling).
Поняття критичної маси запозичено з ядерної фізики, де воно позначає кількість речовини, необхідну для підтримки ланцюгової реакції. В соціальних науках критична маса бере коріння у соціології, її часто використовують для пояснення умов, за яких у колективних групах починається обопільна поведінка, і як поширення цієї поведінки стає самопідтримуваним. 
Останнє дослідження показує, що поруч із кількісним поняттям "достатньої кількості" критична маса також залежить від якісних показників, таких як репутація, інтереси, прихильність, здібності, цілі, консенсуси та рішення, кожне з яких є важливим у тому, чи обопільна поведінка може досягти стійкості у відданості якійсь ідеї.
Іншими важливими соціальними факторами є розмір, взаємозалежності та рівень комунікації в суспільстві або одній із його субкультур. Також соціальна стигма або можливість публічного захисту через цей фактор. Критична маса — це поняття, яке використовують у різних контекстах, зокрема у фізиці, груповій динаміці, політиці, громадській думці та технологіях.